# Hypercompe ockendeni
Hypercompe ockendeni là một loài bướm đêm thuộc phân họ Arctiinae, họ Erebidae.